# Jean-François de La Borde
Pour les articles homonymes, voir de Laborde.
Jean-François de Laborde (ou de La Borde) est un financier français né à Bayonne le 6 juin 1691 et mort dans son château de la Brosse à Nottonville, le 1er janvier 1769.
Seigneur de Mouillon, baron de La Brosse, il officia principalement comme fermier général de 1740 à 1758.

## Biographie
Jean-François de Laborde est le fils de Jean Antoine de Laborde, négociant à Bayonne, et de Catherine Moracin.
Selon Voltaire, qui le dit originaire du Languedoc, il aurait commencé sa carrière comme député au conseil du commerce de Bordeaux. Malmené par la banqueroute du système John Law, il sauve sa fortune en épousant, en 1724, Élisabeth Françoise Le Vasseur (1695-1779), jeune veuve avec trois enfants de Joseph Hyacinthe ou Laurent Ferrand (mort en 1719), fils aîné du fermier général Laurent-René Ferrand, et cousin germain de la marquise de Pompadour.
De 1717 à 1744, il est banquier à Paris, de 1744 à 1758 fermier-général, et intéressé dans de nombreuses affaires.

### Descendance
De son mariage, il eut quinze enfants dont cinq vécurent adultes, trois filles et deux garçons :
- Jean-Benjamin de Laborde (Paris 5 septembre 1734 - guillotiné à Paris, 22 juillet 1794), officier de la grande fauconnerie de France, fermier général, gouverneur du Louvre, premier valet de chambre du Roi Louis XV, musicien, compositeur, écrivain, marié en 1774 avec Adélaïde Suzanne de Vismes, elle-même remariée avec Louis Antoine de Rohan-Chabot, sixième duc de Rohan. Dont postérité[2] ;
- Joseph Louis de Laborde d'Ibos ;
- Henriette de Laborde ( - 1777), mariée en 1750 avec Auguste Simon Brissart, seigneur de Triel, fermier général, fille de Jacques Brissart, fermier général, et de Marie-Rose Tessier. Sans postérité[3] ;
- Elisabeth de Laborde ( - Versailles 14 mars 1808), mariée en 1747 avec Eustache Gérard Binet, chevalier, baron de Marchais, seigneur de Sainte Preuve, Liesse, gouverneur du château du Louvre et de la tour de Cordouan, premier valet de chambre ordinaire du Roi. Veuve en 1780, elle se remarie en 1781 avec Charles Claude de Flahaut de La Billarderie, directeur des bâtiments du Roi Louis XVI. Sans postérité ;
- Françoise Monique de Laborde, mariée en 1747 avec François Fontaine, seigneur de Cramayel, Moissy, fermier général, dont postérité (dont René-Eleuthère Fontaine de Cramayel)[4].

Son portrait a été peint par Hyacinthe Rigaud en 1742, contre 600 livres.